# Evija Āzace
Evija Āzace (ur. 9 kwietnia 1976 w Rydze) – łotewska koszykarka, występująca na pozycji środkowej (195 cm wzrostu), reprezentantka Łotwy.

## Kariera sportowa
W 1993 wystąpiła w reprezentacji Łotwy na mistrzostwach Europy kadetek, zajmując z drużyną 11. miejsce. Od 1997 występowała w reprezentacji seniorskiej swojego kraju. W 2005 uczestniczyła w mistrzostwach Europy, zajmując z reprezentacją 6. miejsce.
W swojej karierze reprezentowała barwy amerykańskiej drużyny College of Saint Rose (1996–1999), portugalskiego CD Nacional Funchal (1999–2001) oraz francuskich klubów Limoges, USO Mondeville Basket (2002–2004), Nice Cavigal Olympique (2004–2005 i 2006/2007), Challes-les-Eaux (2005/2006).